# Thinking of You (canción de Lenny Kravitz)
«Thinking of You» es un sencillo del artista estadounidense Lenny Kravitz. La canción forma parte del álbum 5, lanzado en 1998.

## Video
El video musical fue dirigido por el fotógrafo americano Matthew Rolston. Muestra algunas escenas de su madre, quien murió a causa de un cáncer en 1995.

## Posicionamiento
| Listas (1999) | Posición |
| ------------- | -------- |
| Islandia      | 17       |
| Italia        | 25       |
| Polonia       | 17       |